# Zenity
Zenity（ゼニティ）は、GTKのダイアログをコマンドラインやシェルスクリプトから呼び出して表示するためのプログラムである。GNOMEデスクトップ環境に含まれるパッケージの1つ。

## 類似のソフトウェア
類似のソフトウェアにXdialogやKDEデスクトップ環境におけるKDialogがある。
また、GTK-serverを用いると、シェルスクリプトからGTKを利用できるようになる。